# Sevilla (Kolumbia)
Sevilla – miasto w Kolumbii, w departamencie Valle del Cauca.